# Dance-Pop

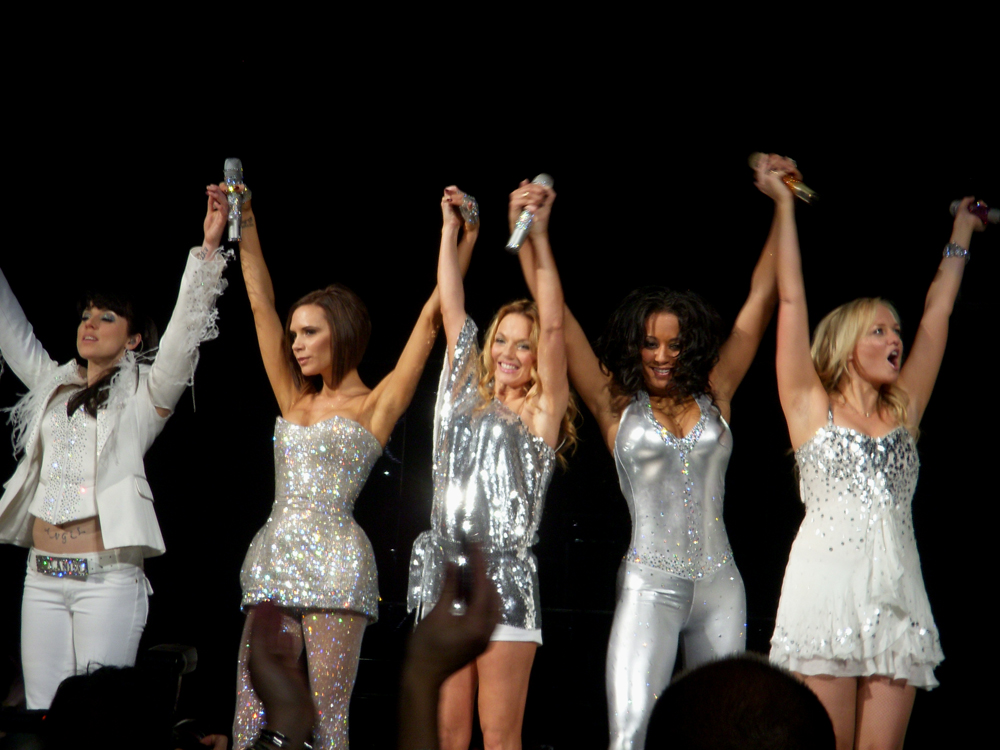
Die Spice Girls waren in den 1990er Jahren für ihren Dance-Pop bekannt.

Dance-Pop ist eine in den frühen 1980er Jahren entstandene und an der Elektronischen Tanzmusik orientierte Art der Popmusik. Dance-Pop-Songs werden häufig von Plattenfirmen produziert, die dann eine Sängerin oder einen Sänger aussuchen, die das Lied singt. Ein bekanntes Dance-Pop-Produktionsteam in den 1980er und 1990er Jahren war Stock Aitken Waterman, die Hi-NRG-Produktionen für Künstler wie Kylie Minogue, Samantha Fox, Rick Astley, Dead or Alive und die Girlgroup Bananarama kreierten.

## Geschichte
Als der Begriff Disco-Musik in den späten 1970er und frühen 1980er Jahren aus der Mode kam, wurden häufig andere Begriffe zur Beschreibung von discobasierter Musik verwendet, darunter Post-Disco und Club. Diese Genres waren also im Wesentlichen eine modernere, experimentelle Variante der Disco-Musik, die meist elektronisch vom DJ gesteuert wurde und häufig Software und Synthesizer verwendete.
Dance-Pop-Musik entstand in den 1980er Jahren als eine Kombination aus Dance und Pop oder Post-Disco, die schnell und schlicht, clubbasiert, produzentengesteuert und eingängig war. Dance-Pop war aktueller und tänzerischer als „normaler“ Pop, aber strukturierter und weniger frei als Dance. In der Regel kombinierte er die einfache Struktur und die eingängigen Melodien des Pops mit dem starken Beat und dem Tempo der Dance-Musik. Dance-Pop wurde in der Regel von Plattenproduzenten kreiert, komponiert und produziert, die dann Sänger engagierten, um die Lieder aufzuführen.
Anfang der 1980er Jahre war Disco ein Anathema für den Mainstream-Pop. Laut dem prominenten AllMusic-Kritiker Stephen Thomas Erlewine spielte Madonna dank ihres Charismas, ihrer Motivation und ihres Sexappeals eine große Rolle bei der Popularisierung der Tanzmusik im Mainstream. Erlewine behauptete, Madonna habe den Dance-Pop ins Leben gerufen, und den Genre-Standard für die nächsten zwei Jahrzehnte gesetzt. Höchst ungewöhnlich für eine damalige Dance-Pop Sängerin war Madonnas Drang, in alle gestalterischen Aspekte ihrer Arbeit involviert zu sein. So fungierte sie als primäre Songwriterin ihres selbstbetitelten Debütalbums und war Co-Produzentin ihres dritten Albums. Die Mitarbeiter der Zeitschrift Vice stellten fest, dass „ihr Debütalbum den Bauplan für zukünftigen Dance-Pop gezeichnet hat“.
In den 1980er Jahren war Dance-Pop eng mit anderen elektronischen Uptempo-Gattungen wie Hi-NRG verbunden. Prominente Produzenten in den 1980er Jahren waren unter anderem Stock, Aitken und Waterman, die Hi-NRG und Dance-Pop für Künstler wie Kylie Minogue, Dead or Alive und Bananarama kreierten. Im Laufe des Jahrzehnts übernahm Dance-Pop Einflüsse von Funk (z. B. Michael Jackson und Whitney Houston), New Jack-Swing (z. B. Janet Jackson und Paula Abdul) und zeitgenössischem R&B.